# Plex (logiciel)
Ne doit pas être confondu avec PLEX (langage de programmation) (en)
Plex est un logiciel client-serveur de gestion multimédia qui permet d'accéder à des films, séries, musiques et photos sur le serveur peu importe où le client se situe, s'il a une connexion Internet. Il se décompose en deux parties :
- Le serveur Plex, qui peut être installé sur Windows, MacOS, Linux, FreeBSD et sur des serveurs de stockage en réseau. C'est lui qui contient et organise les fichiers et qui va gérer les connexions des clients.
- Le client qui reçoit le contenu du serveur par un navigateur web (via le site Internet) ou une application pour mobiles, télévisions ou les home cinemas.

Une offre payante nommée « Plex Pass » est disponible et propose plus de métadonnées sur la musique, la synchronisation hors ligne pour les appareils mobiles, l'usage des fournisseurs de stockage en ligne (cette option a été abandonnée), le mode multi-utilisateurs, le contrôle parental, l'accès à des bandes-annonces en haute qualité ainsi qu'aux promotions des partenaires. Cette offre est disponible en facturation mensuelle (à 5,99 €), annuelle (à 59,99 €) ou en une fois (à 229,99 €). Il existe également le Remote Watch Pass qui permet de partager temporairement un contenu spécifique via un lien sécurisé, sans donner accès à toute la bibliothèque. Cette offre est disponible en facturation mensuelle (à 1,99 €), annuelle (à 19,99 €).